# Víðilágaborg
Víðilágaborg är en bergstopp i republiken Island. Den ligger i regionen Västfjordarna, 190 km norr om huvudstaden Reykjavík. Toppen på Víðilágaborg är 527 meter över havet, eller 83 meter över den omgivande terrängen. Bredden vid basen är 1,0 km. Víðilágaborg ingår i Dimmuborg.
Närmaste större samhälle är Hólmavík, omkring 17 kilometer sydväst om Víðilágaborg.